# Bitka za vojarne
Bitka za vojarne ponekad se također naziva Rat za vojarne, je izraz kojim se naziva serija borbi koja se odigrala diljem Hrvatske kao dio Domovinskog rata tijekom 1991., s najvažnijim sukobima tijekom rujna. Borba se vodila između hrvatskih postrojbi (još slabom vojskom, policijom i dobrovoljcima) i Jugoslavenske narodne armije (JNA). Bitka se smatra bitnom hrvatskom pobjedom jer su hrvatske snage zarobile vrijednu tešku opremu (tenkove, topništvo, rakete) iz vojarni koja im je bila bitna za ratna djelovanja.
Bitka za vojarne je uslijedila nakon nakon stavljanja ulaza u vojarne JNA pod stanoviti nadzor hrvatskih snaga tijekom i nakon Desetodnevnog rata u Sloveniji 27. lipnja - 6. srpnja 1991., kojim je započeo raspad Jugoslavije. Većina borbi za vojarne se odigrala od 14. do 19. rujna 1991. godine: dio postrojbi JNA tom je prigodom savladan oružanom silom, a drugi dio se povukao nakon pregovora, ostavljajući za sobom dio opreme.[nedostaje izvor]
Nakon bitke za vojarne, objektivno je na području Hrvatske uspostavljena bojišnica: situacija u kojoj se postrojbe JNA nalaze po hrvatskim gradovima nosila je ozbiljne rizike za Hrvatsku i zahtijevala da se po gradovima rasporede brojne hrvatske snage na borbenim položajima, a bila je neodrživa i za same te postrojbe JNA koje su se objektivno našle okruženima i odsječenima.[nedostaje izvor]

## Uvod
S obzirom na to da je Hrvatska bila dio Jugoslavije, bila je također i dio združene Armije (JNA). Radi toga, kada su Hrvati glasali za nezavisnost od Jugoslavije tijekom 1991., na hrvatskom teritoriju, još je bio veliki broj vojarni federalne vojske gdje su bile stacionirane JNA snage. Ne samo da je ova prisutnost vojnih jedinica daleko od fronte bila problematična, same vojarne su bile uglavnom stacionirane u naseljenim, urbanim područjima, pa bi bilo kakve borbe oko njih sigurno uzrokovale puno kolateralne štete i uništenja civilnih ciljeva. Ipak, jer je Hrvatska vojska (HV) imala vrlo malo teške opreme, ove su vojarne bile vrlo vrijedne.
Pogoršanje sigurnosne situacije u Hrvatskoj tijekom 1990. je dovela do toga da hrvatsko vodstvo priprema planove u slučaju rata. Bivši hrvatski ministar obrane Martin Špegelj, koji je bio najglasniji zagovornik napada na vojarne, formulirao je sveobuhvatni plan za zarobljavanje vojarni diljem Hrvatske tako da bi se zarobilo oružje u tim skladištima. Kako je počeo rat u Sloveniji u lipnju 1991., Špegelj je nagovarao hrvatskog predsjednika Franju Tuđmana da napadne vojarne i tako pomogne Slovencima. Tuđman je to odbio, jer uplitanje Hrvatske u operetni rat JNA i Slovenije imalo bi samo negativne efekte po Hrvatsku, što Davor Domazet u knjizi "Hrvatska i veliko ratište" detaljno obrazlaže kao razrađenu urotu da se Hrvatska uvuče u rat.
Tijekom eskalacija nasilja za ljeta 1991., JNA se otvoreno priklonila pobunjenim Srbima. Kao rezultat toga, Hrvatske snage, još nerazvijene kao prava sila, blokirale su brojne vojarne JNA tako da vojne jedinice iz njih ne bi mogle nesmetano izaći u neokupiranu Hrvatsku. Problem nedovoljnih snaga za Hrvatsku je vojsku značio da su mnogi od onih koji su držali blokadu bili civili, ne vojnici - uključujući policiju, građansku zaštitu i lokalne samo-organizirane doborovoljce.

## Rat počinje
Rat je dugo počinjao, napetosti su rasle od sredine 1990. što je omogućilo da se pregovorima smanji opseg problema s vojarnama. JNA i Hrvatsko vodstvo su se složili o povlačenju nekih JNA vojarni zamjetno u mjestima daleko od fronte poput Pule i Rijeke (13. Korpus). Ovaj kompromis je bio kritiziran od dijelova Hrvatske vojske (zamjetno Martina Špegelja) koji je tvrdio da Hrvatsko vodstvo dopušta neprijatelju da se povuče s punom opremom, a s ratom neizbježnim.
Bitno je napomenuti da je nadolazeći rat, kao i ranija nezavisnost Slovenije i oklijevanje ne-Srba da idu u rat za ciljeve hrvatskih Srba, uzrokovao masovna dezerterstva radi kojih su JNA snage bile oslabljene. Radi toga, stacionarne vojarne su bile prve koje su patile i u 1991., ove su imale više opreme nego ljudi da im upravljaju.
Početni potezi rata bili su napravljeni u kolovozu u istočnoj Slavoniji, kod Bitke za Vukovar i u  Dalmaciji. Eskalacija nasilja je rezultirala u tome da su vojnici na lokacijama preuzeli inicijativu i napali mnoge vojarne, protiv želja hrvatske vlasti, koja je željela nastaviti pregovore čak u vrijeme kada je skoro 1/3 Hrvatske bila već okupirana od strane JNA i srpskih pobunjenika.
Glavnina napada na vojarne odigrala se od 14. do 19. rujna 1991. U tih šest dana, 36 vojarni i skladišta i 26 drugih vojnih lokacija su bile zarobljene ili su se predale. 27. rujna, plan Bilogora je pokrenut, koji je završio zarobljavanjem bjelovarske i koprivničke vojarne.
Neka skladišta oružja su bila bombardirana od strane zračnih snaga JNA nakon pada, ali su lokalno organizirane Hrvatske jedinice vrlo efektivne i brze u prebacivanju najvrjednije opreme na druge lokacije. Barem pet vojarni je bilo tako bombardirano.

## Bitka za vojarne

### Zagreb i Središnja Hrvatska
Vojarna u Zagrebu - nazvana "Maršal Tito" po Josipu Brozu Titu je bila jedna od najvećih u Hrvatskoj. Bio je to regionalni centar 5. Vojnog Okruga (jednog od tri glavna zapovjedništva JNA) i 10. Korpusa (Zagreb), kao i manjih potpornih jedinica. Hrvati su oklijevali napasti vojarnu direktno, radi snage JNA i opasnosti od štete za glavni grad Hrvatske. Radi toga, borba nije bila intenzivna i uglavnom se vrtila oko povremenog pucanja iz grada na vojarnu i obratno. No, ipak veći sukob se dogodio prilikom izlaska kolone vojnih vozila i sedam tenkova kao pojačanje snagama JNA u Sloveniji. Građani Zagreba su pokušali spriječiti izlazak. JNA je uperila svoje cijevi prema građanima i pucala, dok su građani bacali molotovljeve koktele nadajući se da će ih uništiti. Otpor je pružala i postrojba tadašnje 2. "A" brigade ZNG, tada još u sastavu MUP-a. U borbi je poginuo 32-godišnji civil Raveno Čuvalo, prva žrtva JNA u Zagrebu i dvojica vojnika, devet civila i dva pripadnika 2. "A" brigade i Jedan pripadnik 1.A. brigade  ZNG su bili ranjeni. Primirje je postignuto i nije bilo daljnih borbi do potpisivanja zadnjeg primirja na kraju godine. Kao dio dogovora, JNA je evakuirala vojarnu kada je službeno otišla iz Hrvatske tijekom siječnja 1992.
Vojarna Jastrebarsko je bila lokacija 4. Oklopne (Tenkovske) Brigade - jedne od najelitnijih oklopnih jedinica JNA. Ova je jedinica u skladu s dogovorom s hrvatskim vlastima napustila Jastrebarsko odnoseći većinu opreme i oružja sa sobom.
Međutim, JNA je iza sebe u Jastrebarskom ostavila veliko skladište municije koja je hrvatskoj vojsci bila itekako potrebna.
Neslužbeni podaci govore o svojevrsnom "gentlemanskom dogovoru" do kojeg je došlo jer hrvatskoj strani nije bila prihvatljiva opcija propuštanja vojnika JNA s opremom, uz preuzimanje vojarne jer su se bojali napada i uništenja skladišta municije nakon povlačenja. Stoga je sa zapovjednikom garnizona JNA u Jastrebarskom postignut dogovor da se "barutana" isprazni prije nego što vojska krene iz grada. Dok su se vodili pregovori, kamioni su po cijele noći vozili oružje i municiju iz skladišta. Tek kada je skladište bilo prazno, kolona tenkova JNA krenula je iz Jastrebarskog i bez većih problema kod Karlovca prešla na okupirani teritorij.
Vojarna u Samoboru se predala 7. listopada 1991.
Vojarna Sisak i pripadajuća skladišta predala se 9. rujna 1991.
JNA nakon višemjesečne blokade od strane hrvatskih snaga i iscrpljujućih pregovora, napušta vojarnu u Dugom Selu 23. prosinca 1991. godine.

### Sjeverna Hrvatska
Uz Zagreb, vojarna Varaždin bila je najveća u Hrvatskoj - sjedište 32. Korpusa JNA i priloženih jedinica, uključujući 32. Oklopno-mehaniziranu brigadu (jednu od najelitnijih "A" brigada) i jednu topničku pukovniju. Vojarna je blokirana u noći 13. na 14. rujna, te joj je odsječena struja, voda i zalihe. Borbe su počele 15. rujna bombardiranjem zrakoplova JNA na uzletište Varaždin. Kako se stanje pogoršavalo, sve je više vojnika dezertiralo iz vojarne i došlo je i do sukoba unutar same vojarne. Nakon toga su tenkovi i topništvo iz vojarni upućeni gađati civilne mete te su mnoge kuće uništene i počele su opće borbe. Nakon tjedan dana sporadičnih borbi, a da poštedi svoje ljude, zapovjednik vojarne general Vladimir Trifunović je predao garnizon 22. rujna. Ironično, to mu je zaradilo prijezir s obje strane. Hrvatska ga je osudila u odsutnosti na 15 godina zatvora radi uništenja grada, dok ga je Srbija osudila na 11 godina radi izdaje. Dobitak iz vojarne je bio impresivan: 74 T-55 tenkova, 88 oklopnjaka, 36 samohodnih PZO topova, 24 100mm protutenkovskih topova, 72 minobacača od 120mm i druga teška oprema bili su zarobljeni. Tijekom borbi, 6 ljudi je poginulo (3 civila, 2 JNA vojnika i 1 Hrvatski vojnik) i 37 je ranjeno.
Bjelovarska vojarna "Božidar Adžija" na Vojnoviću u samom gradu i objekti JNA u okolici Bjelovara bili su blokirani i napadnuti od strane hrvatskih snaga. Vojarna je bila dom 265. oklopno-mehaniziranoj brigadi i bila je zarobljena 29. rujna kao dio operacije Bilogora. Jedan od časnika JNA, major Milan Tepić, odbio je predati jedno izolirano skladište (Barutana u šumi Bedenik oko 5 km od središta Bjelovara). Nakon kraće borbe Tepić je naredio vojnicima da se predaju, a sam je ostao u skladištu. Prilikom ulaska hrvatskih snaga u objekt, 29. rujna u 10 sati i 17 minuta, aktivirao je eksploziv i uništio dio skladišta, u kojem se nalazilo 170 tona eksplozivnih sredstava. U eksploziji je naravno i sam poginuo, kao i 11 hrvatskih vojnika. Zarobljavanje ostalih skladišta je bio veliki uspjeh za hrvatske snage, kako je zarobljena oprema uključivala 78 tenkova T-55 i 80 oklopnjaka.
Vojarna Križevci po imenu Kalnik garnizonska vojarna je udomljavala 411. miješanu protuoklopnu artiljerijsku brigadu pod zapovjedništvom Jove Radosavljevića (kasarna) „Kalnik“ (78 pripadnika). Oslobođena je 17.9.1991. Dva hrvatska vojnika su ubijena i jedan ranjen dok su sile JNA iz jednog odvojenog municijskog skladišta u Širokom Brezju doprijeti do vojarne, noć prije nego što se vojarna predala. Sve radnje koje je poduzelo čelništvo općine, policije, TO, Narodne zaštite, i ostalih struktura vezanih uz obranu od preuzimanja vlasti 1990., doživjele su svoj vrhunac u rujanskim danima 1991. godine, prilikom oslobađanja vojnih objekata na teritoriju tadašnje općine Križevci. Vojni objekti JNA u Križevcima bili su sljedeći: Garnizonska vojarna (kasarna) „Kalnik“, Dom JNA Križevci, skladište oružja i streljiva u šumi Široko Brezje, Garnizonska vojna ekonomija Čret, Kalvarija – izmještajno zapovjedno (komandno) mjesto.    
Sama akcija oslobađanja započela je s potpunom blokadom vojnih objekata (osim Kalvarije) 14. rujna 1991. godine.
Hrvatske snage koje su sudjelovale u oslobađanju činile su sljedeće postrojbe: 
a) 1. satnija (četa) ZNG iz Križevaca (116 pripadnika) ,
b) policija iz 3. policijske postaje Križevci (109 pripadnika)
c) samostalni vod ZNG-a Nova Kapela (37 pripadnika),
d) izvidničko - diverzantski vod iz Siska (13 pripadnika),
e) pripadnici odreda Narodne zaštite iz Križevaca (158 pripadnika).
Sveukupno 433 pripadnika.
U vojarni je sve do preustroja 2005. godine djelovala 15. brigada protuoklopna topničko-raketna brigada (15.POtrbr), podstožerna postrojba po crti zapovijedanja. Nakon preustroja križevačka vojarna je dana na raspolaganje gradu.
Vojarna u Koprivnici je zarobljena 30. rujna kao dio operacije Bilogora. JNA zrakoplovi su ju bombardirali 5. listopada, pri čemu je poginuo jedan vojnik.
Virovitica je bila lokacija 288. miješane protutenkovsko topničke brigade i bila je zarobljena 17. rujna. Jedan Hrvat je poginuo tijekom borbi.
Vojarna Čakovec se predala mirno 17. rujna 1991. godine.

### Slavonija
Osječke vojarne su uglavnom bile evakuirane dogovorom baš prije eskalacije rata, tijekom lipnja 1991. Poznata video snimka toga pokazuje kako jedan T-55 tenk JNA gazi napušteni civilni automobil Zastava 750 crvene boje. Bitna iznimka evakuaciji je Poligon C baza, bitna točka napada JNA na grad, koja se odupirala i pomagala JNA snagama van grada u bombardiranju, dok nije zarobljena 17. rujna.
Đakovo je bio lokacija 158. Miješane Protutenkovske Artiljerijske Brigade, opremljena PT topovima i samohodnim PT raketnim vozilima. Vojarna je zarobljena, a poginulo je pet Hrvata (uključujući jednog civila). Zarobljeno je 54 PT topa od 100mm i 48 samohodnih PZO topova.
Vukovarska vojarna je bila pod opsadom kroz 1991., dok je trajala Bitka za Vukovar. Nadjačani branitelji nisu imali dovoljno ljudi da ju zarobe, jer su bili napadnuti puno većim snagama izvan grada. JNA i Srpske snage su koristili oslobođenje vojarne kao izliku za napad koji je uništio većinu grada i uzrokovao neke od najgorih stradanja tijekom rata. Ipak, jer je vojarna bila locirana u južnom predgrađu grada, bila je deblokirana vrlo rano u bitci, prije nego što je počela prava opsada i većina uništenja i žrtava.
U Našicama se je vojarna JNA odbila predati nakon hrvatskih mirotvornih inicijativa. 20. rujna 1991. je napala grad, a nakon 30 sati borba združene hrvatske snage su ju oslobodile uz tri poginula vojnika. Prilikom topničkih djelovanja neprijatelja zapaljen je crkveni toranj, te su gađani još bolnica, škola i civilni objekti uz samu vojarnu.
U Slatini nakon višednevne blokade od strane hrvatskih snaga, posada vojarne se predala 16. rujna 1991. Hrvatske snage dolaze do većih količina oružja te sljedećeg dana zauzimaju karaule kod Noskovaca i Kapinaca uz rijeku Dravu na granici s Mađarskom.
Vojarna u Vinkovcima Đuro Salaj je bila uključena u bombardiranju grada u lipnju 1991.

### Istra,Kvarner,Dalmacija
Riječka vojarna, kao i Vojni Pomorski Okrug u Puli su oboje evakuirani dogovorom prije rata. Rijeka je bila lokacija 13. Korpusa JNA, koji je prebačen morem u Crnu Goru i kasnije će napasti južnu Bosnu i Hercegovinu tijekom Rata u Bosni i Hercegovini 1992. Vojni Pomorski Okrug iz Pule bio je premješten u Boku u Crnoj Gori, jedinu pravu Jugoslavensku vojnu luku poslije odcjelpljenja Hrvatske.
Vojarna Zadar je bila evakuirana dogovorom prije rata. Jedinice iz vojarne su se premjestile van grada na obližnja pobunjenička područja, odakle su okrenuli topove da gađaju grad s boljih položaja.
Operacijom Zelena tabla - Mala bara oslobođena je vojarna u Pločama/Baćini, te zaplijenjena velika količina teškog naoružanja.

### Lika/ Hrvatski otoci
Gospić je bio žestoko bojište tijekom rujna - grad pod teškim napadima izvana također. Istočni dio Gospića, Obradović Varoš je bila prvom crtom gospićke obrane. "Oni su u Jasikovačkoj ulici imali bunkere, svaka kuća bila je bunker, na skoro svakom krovu bio je četnički snajperist." "Niti 20 metara prije ulaza u Jasikovačku ulicu, koja je početak Obradović Varoši, bili su četnički bunkeri". Vojarna JNA "Stanko Opsenica" je ipak osvojena 18. rujna nakon trodnevnih borba. Oslobađanje te vojarne koju je držalo 70 oficira JNA, 200 vojnika i skupina četnika, značilo je prekretnicu u Domovinskom ratu u Gospiću, koji je bio pred padom. U oslobađanju je veliku ulogu odigrao hrvatski general Mirko Norac. U vrijeme borba u rujnu i listopadu 1991. nije bilo mnoštva civila, kako Hrvata tako ni Srba. Od gospićkih Srba, oni Srbi koji su se odlučili pridružiti četničkoj pobuni, su tri dana prije napada na Gospić većinom otišli, ostavivši čak i stoku, računajući da će se brzo vratiti.
Otoci Lastovo i Vis su bili baze za pomorske jedinice JNA i su bile okupirane do primirja na kraju godine, kada ih je JNA oboje napustila. Pomorske jedinice Jugoslavenske mornarice pokušali su vojne akcije protiv Hrvatskih luka dalje na sjeveru, ali su bili odbijeni obalnim topništvom, kao u pomorskoj bitci za Korčulu.
Ovaj popis je nepotpun, jer je bilo dosta drugih, manjih vojarni i vojnih baza.

## Posljedice
U vrijeme početka rata, Hrvatske su snage imale kroničan nedostatak opreme. Procjene govore o tenkovskoj snazi od jadnih 15 tenkova (glavnina iz 2. svjetskog rata: američki Shermani i sovjetski tenkovi T-34), protiv skoro 2000 tenkova JNA. Zarobljavanje vojarni popunilo je inventar HV-a vrijednom opremom. Samo Bjelovar i Varaždin su Hrvate opskrbili s više od 140 tenkova, ili oko 7% ukupne tenkovske snage JNA, što je nagrizlo inače golemu prednost JNA.
Nakon toga, Hrvatske je uspjela oformiti svoju prvu tenkovsku bojnu od tenkova T-55 u listopadu, odlično ostvarenje za razdoblje od samo par tjedana. Zarobljeni tenkovi, topništvo i protutenkovsko naoružanje pomogli su zaustaviti daljne napade JNA u Hrvatskoj.